# 風と空と
『風と空と』（かぜとそらと）は、岩田さゆりの1枚目のミニアルバム。

## 収録曲
1. 空飛ぶあの白い雲のように
作詞：三枝夕夏、作曲：大野愛果、編曲：徳永暁人
  - 1stシングル。
2. 碧（あお）
作詞：凛々、作曲：當眞健司、編曲：Pierrot Le Fou
3. 空色の猫
作詞：AZUKI七、作曲：中村由利、編曲：古井弘人
  - 2ndシングル。
4. あなたはあなた
作詞：凛々、作曲：後藤康二、編曲：DAYTRACK
5. たんぽぽ
作詞：凛々、作曲：木村奈央、編曲：林良
6. 深海の光
作詞：凛々、作曲：藤末樹、編曲：DAYTRACK
7. 明日は今日より笑っていられますように
作詞：凛々、作曲：Bonn、編曲：小澤正澄
8. 未来へと
作詞：凛々、作曲：藤末樹、編曲：DAYTRACK

## 参加ミュージシャン
- 大野愛果 - Background Vocals (#1)
- 加藤沙果菜 (organs café) - Background Vocals (#2,4,5,6,7,8)
- 高島信二 - Background Vocals (#2,5)
- 中村由利 (GARNET CROW) - Background Vocals (#3)
- 岩田さゆり - Background Vocals (#3)
- 徳永暁人 (doa) - Guitar (#1)
- 寺島良一 - Guitar (#1)
- 増崎孝司 (DIMENSION) - Guitar (#2)
- 岡本仁志 (GARNET CROW) - Guitar (#3)
- 有永浩二 - Guitar (#4,5,6,8)
- 小澤正澄 - Guitar (#7)
- 新津健二 - Bass (#4,7)
- 八代瑞希 (TAMA music) - Cello (#4)
- 小野塚晃 (DIMENSION) - Piano (#6)